# Zjednoczone Stronnictwo Ludowe

Zjednoczone Stronnictwo Ludowe (ZSL) – partia polityczna w Polskiej Rzeczypospolitej Ludowej, powstała 27 listopada 1949 z przymusowego połączenia prokomunistycznego „lubelskiego” Stronnictwa Ludowego z resztkami rozbitego przez Ministerstwo Bezpieczeństwa Publicznego (podporządkowanego Polskiej Partii Robotniczej) „mikołajczykowskiego” Polskiego Stronnictwa Ludowego. Partia satelicka wobec Polskiej Zjednoczonej Partii Robotniczej w formule „transmisji partii do mas”. Po 40 latach działalności przekształcona decyzją swych władz w Polskie Stronnictwo Ludowe „Odrodzenie”.

## Działalność
Zjednoczone Stronnictwo Ludowe jako partia satelicka Polskiej Zjednoczonej Partii Robotniczej realizowała jej politykę wobec wsi i akceptowała dominację polityczną PZPR – kolektywizację wsi, jak również sojusz ze ZSRR. Rola ZSL częściowo zmieniła się po wydarzeniach w październiku 1956. Na fali tych wydarzeń do partii powróciło ok. 100 tys. dawnych działaczy ludowych, utworzono także Związek Młodzieży Wiejskiej. Mimo przyjęcia deklaracji regulującej zasady współpracy Polskiej Zjednoczonej Partii Robotniczej i Zjednoczonego Stronnictwa Ludowego w styczniu 1957, główne decyzje dotyczące polityki rolnej kraju podejmowały władze PZPR. Partia w konsekwencji podporządkowania PZPR otrzymywała określoną liczbę miejsc w Sejmie oraz stanowisk w Radzie Państwa, rządzie PRL, jak również administracji terenowej. Na tej zasadzie uczestniczyła w fasadowych organizacjach podporządkowanych PZPR jak Front Jedności Narodu czy Patriotyczny Ruch Odrodzenia Narodowego. Zjednoczonemu Stronnictwu Ludowemu przypadało (poza II kadencją, w latach 1952–1957, kiedy posłowie nie byli zrzeszeni w klubach) stanowisko marszałka Sejmu Polskiej Rzeczypospolitej Ludowej. Przesilenia we władzach PZPR, wykorzystywano do stopniowego wybijania się na niezależność. W latach 70. z inicjatywy ludowców ze Zjednoczonego Stronnictwa Ludowego zniesiono obowiązkowe dostawy żywności i wprowadzono powszechne ubezpieczenie zdrowotne, emerytalne i rentowe rolników.
Po wydarzeniach z 1980 i powstaniu Niezależnego Samorządnego Związku Zawodowego „Solidarność” polityka prowadzona przez partię uległa częściowej zmianie. Kierownictwo zaczęło upominać się o prawa ekonomiczne i socjalne mieszkańców wsi. Podczas VIII Kongresu przedstawiono stanowisko Zjednoczonego Stronnictwa Ludowego w sprawie koniecznych przemian politycznych i społecznych. Delegaci domagali się rehabilitacji Stanisława Mikołajczyka oraz powrotu do koncepcji mikołajczykowskiego Polskiego Stronnictwa Ludowego i zagwarantowania trwałości gospodarstw.
W 1983 zagwarantowano konstytucyjnie prawo do nienaruszalności indywidualnych gospodarstw rolnych. Oznaczało to podważenie fundamentów doktryny marksistowskiej o wyższości gospodarki uspołecznionej nad indywidualną i ostateczne odejście od idei kolektywizacji. W 1988 w opozycji do Zjednoczonego Stronnictwa Ludowego powstał Ogólnopolski Społeczny Komitet Odrodzenia Ruchu Ludowego, a w sierpniu 1989 powołano Polskie Stronnictwo Ludowe (wilanowskie), nawiązujące do tradycji chłopskiej partii założonej przez Stanisława Mikołajczyka.
Zjednoczone Stronnictwo Ludowe brało udział w obradach Okrągłego Stołu. Po decyzji politycznej Romana Malinowskiego w sierpniu 1989 ZSL weszło w koalicję parlamentarną z Obywatelskim Klubem Parlamentarnym, w konsekwencji czego przedstawiciele stronnictwa weszli w skład rządu Tadeusza Mazowieckiego, powołanego przez Sejm 12 września 1989.
W dniach 26–27 listopada 1989 ogłoszono rozwiązanie Zjednoczonego Stronnictwa Ludowego i powołanie Polskiego Stronnictwa Ludowego „Odrodzenie”. Po połączeniu w maju 1990 PSL „Odrodzenie” z PSL wilanowskim powstało jednolite Polskie Stronnictwo Ludowe.

## Działacze

### Prezesi Naczelnego Komitetu ZSL
- od 30 listopada 1949 do 20 października 1956: Władysław Kowalski
- od 20 października 1956 do 28 maja 1962: Stefan Ignar
- od 28 maja 1962 do 10 lutego 1971: Czesław Wycech
- od 10 lutego 1971 do 7 maja 1981: Stanisław Gucwa
- od 7 maja do 6 listopada 1981: Stefan Ignar
- od 6 listopada 1981 do 11 września 1989: Roman Malinowski
- od 11 września do 26 listopada 1989: Dominik Ludwiczak